# Hiroki Higuchi
Hiroki Higuchi (樋口 寛規 Higuchi Hiroki?, nacido el 16 de abril de 1992 en Hyogo) es un futbolista japonés que se desempeña como delantero.

## Trayectoria

### Clubes
| Club                | País  | Año         |
| ------------------- | ----- | ----------- |
| Shimizu S-Pulse     | Japón | 2011 - 2015 |
| FC Gifu             | Japón | 2012        |
| FC Gifu             | Japón | 2013        |
| Shonan Bellmare     | Japón | 2014        |
| SC Sagamihara       | Japón | 2015        |
| Fukushima United FC | Japón | 2016 -      |

## Estadística de carrera

### J. League
| Club                | Año   | J. League | J. League | Copa J. League | Copa J. League | Total | Total |
| Club                | Año   | Part.     | Goles     | Part.          | Goles          | Part. | Goles |
| ------------------- | ----- | --------- | --------- | -------------- | -------------- | ----- | ----- |
| Shimizu S-Pulse     | 2011  | 0         | 0         | 0              | 0              | 0     | 0     |
| Shimizu S-Pulse     | 2012  | 0         | 0         | 0              | 0              | 0     | 0     |
| FC Gifu             | 2012  | 34        | 6         | -              | -              | 34    | 6     |
| Shimizu S-Pulse     | 2013  | 0         | 0         | 0              | 0              | 0     | 0     |
| FC Gifu             | 2013  | 33        | 3         | -              | -              | 33    | 3     |
| Shimizu S-Pulse     | 2014  | 0         | 0         | 0              | 0              | 0     | 0     |
| Shonan Bellmare     | 2014  | 11        | 1         | -              | -              | 11    | 1     |
| SC Sagamihara       | 2015  | 31        | 11        | -              | -              | 31    | 11    |
| Fukushima United FC | 2016  | 30        | 9         | -              | -              | 30    | 9     |
| Fukushima United FC | 2017  | 16        | 3         | -              | -              | 16    | 3     |
| Total               | Total | 155       | 33        | 0              | 0              | 155   | 33    |